# Estación M. J. García
Manuel José García es una estación ferroviaria ubicada en el Partido de Mercedes, Provincia de Buenos Aires, Argentina.
A diferencia de la mayoría de las estaciones ferroviarias de la provincia, nunca se formó un pueblo en torno de esta estación.

## Servicios
La estación corresponde al Ferrocarril Domingo Faustino Sarmiento de la red ferroviaria argentina y se encuentra a 109 km al oeste de la estación Once.
Desde agosto de 2015 no presta servicios de pasajeros. El servicio de Trenes Argentinos Operaciones entre Once y Bragado no cuenta con parada en esta estación.